# Ośrodek Zapasowy Artylerii Konnej nr 1
Ośrodek Zapasowy Artylerii Konnej nr 1 – oddział artylerii Wojska Polskiego II RP z okresu kampanii wrześniowej.
Ośrodek Zapasowy Artylerii Konnej nr 1 nie występował w pokojowej organizacji Wojska Polskiego. Był jednostką formowaną zgodnie z planem mobilizacyjnym „W” w Mińsku Mazowieckim, w II rzucie mobilizacji powszechnej. Jednostką mobilizującą był 1 dywizjon artylerii konnej.

## Historia i formowanie
W ramach mobilizacji powszechnej w jej II rzucie z kadry i nadwyżek rezerwistów: 1 dywizjonu artylerii konnej, 7 dywizjonu artylerii konnej, 11 dywizjonu artylerii konnej i 4 dywizjonu artylerii konnej. Zmobilizowano Ośrodek Zapasowy Artylerii Konnej nr 1. Ośrodek ten miał za zadanie przeszkolenie uzupełnień i formowanie plutonów i baterii marszowych II serii dla jednostek zmobilizowanych przez 1, 4, 7 i 11 dak.
Etat OZAK nr 1 w/g planu mobilizacyjnego przewidywał:
- dowództwo ośrodka
- bateria gospodarcza
- 1 bateria konna typ A
- 1 bateria konna typ B
- 1 pluton łączności[1].

Dowództwo Ośrodka pochodziło w większości z 1 dak, dowódcą był mjr Zygmunt Fischer, a mjr Stefan Rojewski zastępcą dowódcy. Większość zmobilizowanych rezerwistów pochodziła z Oddziałów Zbierania Nadwyżek 7 i 11 dak. Mniejsza grupa wywodziła się z 1 i 4 dak. 26 sierpnia kadra Ośrodka udała się do Mińska Mazowieckiego i w koszarach 7 pułku ułanów podjęła prace organizacyjne. Oddział Zbierania Nadwyżek 1 dak pod dowództwem kpt. Stefana Rogińskiego przetransportował z koszar 1 dak z Warszawy wyposażenie, broń i nadwyżki sprzętowe. 28 sierpnia do Mińska Maz. przybył OZN 7 dak z Poznania w składzie 3 oficerów, 6 podchorążych, 14 podoficerów i ok. 250 kanonierów, 80 koni, kilka wozów taborowych i 2 kuchnie polowe. Jego dowódcą był kpt. Stanisław Bystydzieński, połowa oddziału posiadała uzbrojenie. 2 września do OZAK nr 1 w Mińsku dotarł OZN 4 dak. 1 września rano nadwyżki 4 dak wyjechały transportem kolejowym z Suwałk pod dowództwem kpt. Kazimierza Karaszewskiego. Ze względu na zniszczenia torów, transport przez Augustów, Sokółkę, Białystok dotarł do Mińska Maz. wieczorem 2 września. Z OZN 4 dak przybyło 4 oficerów, 3 podchorążych i ok. 100 kanonierów z 30 końmi.  OZN 11 dak przybył do Warszawy z Bydgoszczy i Grudziądza 3 września dowódcą jego był kpt. Jan Borowski wraz z nim przybyło 6 oficerów kilkunastu podchorążych i podoficerów oraz ok. 300 kanonierów. Z nadwyżek wszystkich dywizjonów uformowano pododdziały ośrodka. Baterię typ A z 7 dak, baterię typ B z 11 dak i 4 dak. baterię gospodarczą i pluton łączności z nadwyżek 7, 1, 4 i 11 dak.

## Działania organizacyjne i bojowe
Rozkazem Szefa Departamentu Artylerii MSWojsk. 3 września z ochotników polecono mjr. Zygmuntowi Fiszerowi sformować skład osobowy baterii artylerii konnej i wysłać ją do Warszawy. Dowództwo baterii objął kpt. Stanisław Kozika z 11 dak, w skład baterii weszło 5 oficerów z 11 dak zdecydowana większość kanonierów, niewielka część kanonierów wywodziła się z 1 i 7 dak. Wieczorem 3 września bateria dotarła do Warszawy do koszar i magazynów 1 dak, z których pobrano w nocy 3/4 września 6 armat 75 mm wz.02/26, jaszcze, amunicję, kbk i hełmy. Brakowało koni dla obsług i taborów. Niedobór kadry podoficerskiej, uzupełniono podchorążymi i oficerami. Bateria pod dowództwem kpt. Kozika nosiła nazwę baterii OZAK nr 1 „Obrony Warszawy”. Skład obsady dowódczej:
- dowódca baterii - kpt. Stanisław Kozika
- dowódca 1 działonu - ppor. rez. Tadeusz Nowakowski
- dowódca 2 działonu - ppor. rez. Jan Sulewski - dowódca I plutonu
- dowódca 3 działonu - ppor. rez. Andrzej Wilski - oficer zwiadowczy baterii
- dowódca 4 działonu - ppor. rez. Alfred Rodziewicz - dowódca II plutonu
- dowódca 5 działonu - por. rez. Roman Fafius - dowódca III plutonu
- dowódca 6 działonu - pchor. NN z 7 dak[5]

Z uwagi na przerwanie frontu polskiego, przez pancerne jednostki niemieckie pod Częstochową, Piotrkowem Trybunalskim, Tomaszowem Mazowieckim i Mławą oraz realnym zagrożeniem Warszawy, bateria 5 września rano otrzymała rozkaz zajęcia stanowisk ogniowych. Działony zajęły stanowiska ogniowe do strzelania na wprost oraz zwalczania czołgów i innych pojazdów. Działony 1 i 2 zajęły stanowiska na Placu Waszyngtona z kierunkiem ostrzału, na most Poniatowskiego. Działony 3 i 4 nad Wisłą, przodki w Parku Skaryszewskim. Pluton III por. Fafiusa (działony 5 i 6) obsadził most Kierbedzia. Od 7 września bateria działała plutonami w różnych punktach Warszawy, wspierając w zależności od potrzeb poszczególne pododcinki obrony. 8 września 2 działon I plutonu na ul. Wawelskiej w czasie odpierania natarcia niemieckiej 4 Dywizji Pancernej, zniszczył 3 niemieckie czołgi. 9-10 września plutony II i III broniły Saskiej Kępy. W następnych dniach I pluton prowadził walki ze stanowisk ogniowych przy Al. Niepodległości. Po kapitulacji stolicy amunicję zatopiono, bateria ześrodkowana została w Łazienkach. W walkach poległo 6 żołnierzy wśród nich ppor. Alfred Rodziewicz, 2 zostało rannych. 
OZAK nr 1 z uwagi na naloty lotnictwa niemieckiego został rozlokowany w okolicznych wsiach. Do 6 września sformowano dwie baterie wywodzące się; jedna z 7 dak, druga głównie z 11 i 4 dak. Połączono je w dywizjon improwizowany pod dowództwem mjr. Rojewskiego. Nocą 9/10 września wyruszył z Mińska Maz. OZN 1 dak pod dowództwem kpt. Stefana Rogińskiego w sile 180 żołnierzy, uzbrojonych było tylko ok. 60 żołnierzy. 10 września większość Ośrodka wyruszyła z Mińska Maz, w kierunku południowo-wschodnim. Oddział kpt. Rogińskiego w trakcie nocnych marszów po zatłoczonych drogach dotarł do Brześcia już w sile 60 żołnierzy. Następnie po dotarciu w okolice Włodawy, po 17 września został rozwiązany. Dowództwo Ośrodka odjechało z Mińska Maz. samochodami i dotarło do Kowla w dniach 15-16 września, tam w nocy 17/18 września zostało rozwiązane i częściowo trafiło do Grupy „Kowel”, a pozostali do niewoli sowieckiej. Dywizjon OZAK nr 1 bez dowództwa Ośrodka które odjechało samochodami, przemieszczał się trasą Stoczek, Międzyrzec, Kodeń, Małoryta udał się do dyspozycji dowództwa OK nr IX. Dywizjon 17 września dotarł do Kamienia Koszyrskiego. Po agresji sowieckiej był atakowany przez lotnictwo sowieckie. 18 lub 19 września wydzielony pluton ppor. Hieronima Gumowskiego i pchor. Mariana Malkiewicza w sile 50 kanonierów z 4 dak, uzbrojonych tylko w karabiny, został wydzielony do ochrony mostu na rzece Turia. Pluton został zaatakowany przez komunistyczną grupę dywersyjną, obrona mostu trwała 4 dni, w jej wyniku poległo kilku żołnierzy, wśród nich ppor. Hieronim Gumowski. Obrońców mostu wsparł 180 pułk piechoty, przy pomocy którego dywersantów rozbito. Pozostałość plutonu włączono do kompanii kpt. Feliksa Piotrowskiego z I batalionu 180 pp kpt. Jana Majewskiego. Wraz z nim walczył z wojskami sowieckimi pod Parczewem i wojskami niemieckimi pod Kockiem. Poległo pod Kockiem 2 artylerzystów i 2 zostało rannych. Większość żołnierzy narodowości niemieckiej z Wielkopolski i Pomorza, po 20 września zdezerterowała wraz z końmi. Duża grupa żołnierzy dywizjonu Ośrodka, w okolicach Włodawy, dołączyła do Samodzielnej Grupy Operacyjnej „Polesie” i weszła w skład rezerwy artyleryjskiej lub uzupełniła baterie artylerii wchodzące w skład SGO „Polesie”. Drobne odpryski z nadwyżek 4 dak dołączyły we Włodawie do OZAK nr 3. Dowództwo Ośrodka dołączyło w Kowlu 15 września do tworzonej tam Grupy „Kowel” płk. dypl. Leona Koca, mjr Zygmunt Fischer został dowódcą artylerii grupy, niektórzy oficerowie z OZAK nr 1 weszli w skład tego dowództwa. Walczył w składzie ”Grupy „Kowel” płk. dypl. Leona Koca do dnia 2 października. Szczegółowe losy OZAK nr 1 są nieznane. 

## Obsada personalna OZAK nr 1
Dowództwo Ośrodka
- Dowódca ośrodka - mjr Zygmunt Fischer (1 dak)
- zastępca dowódcy - mjr Stefan Rojewski (1 dak)
- adiutant ośrodka - por. S. Sroka
- kwatermistrz - kpt. Kazimierz Karaszewski (4 dak)
- oficer ewidencyjny - kpt. Zygmunt Kuroczycki (1 dak)
- oficer materiałowy - kpt. Jerzy Rydzewski (4 dak)
- oficer gospodarczy - kpt. Drażewski
- dowódca improwizowanego dywizjonu (bez armat) - mjr Stefan Rojewski 
  - dowódca baterii A - kpt. Stanisław Bystydziński (7 dak)
    - oficer zwiadowczy - ppor. rez. Jerzy Szlezak
    - oficer ogniowy - ppor. rez. Jerzy Kanicki[13]
    - dowódca I plutonu - ogn. pchor. Tadeusz Czermiński[13]
    - dowódca II plutonu - ogn. pchor. Roman Podlewski[13]

  - dowódca baterii B - kpt. Jan Borowski (11 dak)